# Coligação Canária
A Coligação Canária (em espanhol: Coalición Canaria, CC) é um partido político da Espanha, mas de carácter regional, operando nas Ilhas Canárias.
A coligação foi formada em 1993 pela fusão de 5 partidos, e, desde então, tem governado as Ilhas Canárias até o ano 2019, quando assumiu a Administração regional o PSOE.
A coligação segue uma linha conservadora, regionalista, defendendo o nacionalismo canário, embora não pretenda a independência das Ilhas, apenas uma maior autonomia regional.
A coligação, encontra-se, entre o centro e o centro-direita do espectro político.

## Resultados eleitorais

### Eleições legislativas da Espanha

#### Resultados apenas referentes às Ilhas Canárias
| Data | CI. | Votos   | %            | +/- | Deputados | +/-     | Status            |
| ---- | --- | ------- | ------------ | --- | --------- | ------- | ----------------- |
| 1993 | 3.º | 207 077 | 25,6 / 100,0 |     | 4 / 14    |         | Oposição          |
| 1996 | 3.º | 220 418 | 25,1 / 100,0 | 0,5 | 4 / 14    | Estável | Apoio parlamentar |
| 2000 | 2.º | 248 261 | 29,6 / 100,0 | 4,5 | 4 / 14    | Estável | Oposição          |
| 2004 | 3.º | 235 221 | 24,3 / 100,0 | 5,3 | 3 / 15    | 1       | Oposição          |
| 2008 | 3.º | 174 629 | 17,5 / 100,0 | 6,8 | 2 / 15    | 1       | Oposição          |
| 2011 | 3.º | 143 881 | 15,5 / 100,0 | 2,0 | 2 / 15    | Estável | Oposição          |
| 2015 | 5.º | 81 750  | 8,2 / 100,0  | 7,2 | 1 / 15    | 1       | Oposição          |
| 2016 | 5.º | 78 080  | 8,0 / 100,0  | 0,2 | 1 / 15    | Estável | Oposição          |
| 2019 | 5.º | 137 196 | 13,0 / 100,0 | 5,0 | 2 / 15    | 1       |                   |

### Eleições regionais das Ilhas Canárias
| Data | CI. | Votos   | %            | +/- | Deputados | +/- | Status   |
| ---- | --- | ------- | ------------ | --- | --------- | --- | -------- |
| 1995 | 1.º | 261 672 | 32,8 / 100,0 |     | 21 / 60   |     | Governo  |
| 1999 | 1.º | 306 658 | 36,9 / 100,0 | 4,1 | 24 / 60   | 3   | Governo  |
| 2003 | 1.º | 304 413 | 32,9 / 100,0 | 4,0 | 23 / 60   | 1   | Governo  |
| 2007 | 2.º | 226 122 | 24,4 / 100,0 | 8,7 | 19 / 60   | 4   | Governo  |
| 2011 | 2.º | 225 948 | 24,9 / 100,0 | 0,5 | 21 / 60   | 2   | Governo  |
| 2015 | 3.º | 166 979 | 18,3 / 100,0 | 6,6 | 18 / 60   | 3   | Governo  |
| 2019 | 2.º | 196 080 | 21,7 / 100,0 | 3,4 | 20 / 70   | 2*  | Oposição |

* Modificação no número de deputado a eleger no novo sistema eleitoral consequência da modificação do Estatuto de Autonomia.